# 宮本周司
宮本 周司（みやもと しゅうじ、1971年3月27日 - ）は、日本の政治家。自由民主党所属の参議院議員（4期）、自由民主党政務調査会財務金融部会長。
商工会の政治組織である全国商工政治連盟の組織内候補であり、商工会組織の国会担当と自称する。
経済産業大臣政務官、財務大臣政務官、参議院財政金融委員長、自由民主党石川県支部連合会長を歴任。

## 経歴
石川県能美郡辰口町（現・能美市）生まれ。現住所は能美市松が丘5丁目。父親は辰口町長を務めた宮本長興。石川県立金沢泉丘高等学校卒業。1995年3月、東京経済大学経済学部卒業。
2000年、株式会社宮本酒造店代表取締役就任。2009年、全国商工会連合会青年部連合会会長就任。2012年、中小企業庁“小さな企業”未来会議草の根委員会委員長就任。
2013年、第23回参議院議員通常選挙に比例区から自由民主党公認で立候補し初当選（18議席獲得で党内13位）。
2019年、第25回参議院議員通常選挙で再選（19議席獲得で党内11位）。
2022年4月7日、参議院石川県選挙区補欠選挙への立候補を届け出たため、公職選挙法の規定により参議院議員を自動失職（これに伴い元横浜市長、元衆議院議員の中田宏が繰り上げ当選）。同年4月24日に行われた同選挙に当選。4月26日に当選の告示がされ、この日から効力が生じ、参議院議員となる。
同年5月7日、自由民主党石川県支部連合会会長に就任。
2024年1月25日、自民党5派閥の政治資金パーティーをめぐる裏金問題を受け、財政金融委員長の辞任届を尾辻秀久参議院議長に提出し、許可された。
同年4月4月、上記の裏金問題において直近5年間で作った裏金額が1482万と高額であることを理由に党の役職停止処分を受け、雇用問題調査会副会長、金融調査会副幹事長、中小企業・小規模事業者政策調査会事務局長代理等の役職を解かれた。
同年4月20日、自由民主党石川県支部連合会の定期大会が開かれ、県連会長から退いた。
同年11月15日、自由民主党財務金融部会長に就任。党役職に就いた者の中では最も裏金額が高く、裏金議員に金回りのポストを与えるのかという批判が生じた。
2025年、第27回参議院議員通常選挙で再選。

## 政策・主張

### 憲法
- 憲法改正について、2019年の朝日新聞社のアンケートで「どちらかと言えば賛成」と回答。2025年のNHKのアンケートで「賛成」と回答[19][20]。

- 9条への自衛隊の明記について、2025年のNHKのアンケートで「賛成」と回答[21]。

- 憲法を改正し緊急事態条項を設けることについて、2025年のNHKのアンケートで「賛成」と回答[21]。

### 外交・安全保障
- 「他国からの攻撃が予想される場合には先制攻撃もためらうべきではない」との問題提起に対し、2019年の朝日新聞社のアンケートで「どちらとも言えない」と回答[19]。

- 「北朝鮮に対しては対話よりも圧力を優先すべきだ」との問題提起に対し、2019年の朝日新聞社のアンケートで「どちらかと言えば賛成」と回答[19]。

- 日本の防衛力をさらに強化することについて、2025年の日本テレビのアンケートで「やや賛成」と回答[22]。

### ジェンダー
- 選択的夫婦別姓制度の導入についての各メディアのアンケートの結果は以下のとおり。 
  - 2019年 - 朝日新聞社には「どちらとも言えない」と回答[19]。
  - 2025年 - 日本テレビには「反対」と回答[22]。

- 同性婚を可能とする法改正についての各メディアのアンケートの結果は以下のとおり。 
  - 2019年 - 朝日新聞社には「どちらとも言えない」と回答[19]。
  - 2025年 - NHKには「どちらとも言えない」と回答[20]。
  - 2025年 - 日本テレビには「どちらとも言えない」と回答[22]。

### その他
- 「治安を守るためにプライバシーや個人の権利が制約されるのは当然だ」との問題提起に対し、2019年の朝日新聞社のアンケートで「どちらとも言えない」と回答[19]。

- アベノミクスについて、2019年の朝日新聞社のアンケートで「評価する」と回答[19]

- 消費税率を10％より高くすることについて、2019年の朝日新聞社のアンケートで「どちらかと言えば反対」と回答[19]。

- 物価⾼対策として消費税率を引き下げることについて、2025年の日本テレビのアンケートで「反対」と回答[22]。

- 受動喫煙防止を目的に飲食店などの建物内を原則禁煙とする健康増進法改正に反対。望まない受動喫煙を回避するための措置の実現については理解を示す一方、全国の飲食店を一律禁煙とする方針については少々乱暴であると述べている[23]。

- 商工会の組織代表の国会議員として活動しており[24][25]、全国商工会連合会は、宮本が2014年の小規模企業振興基本法の成立を牽引したとしている[26]。
- 2019年の中小企業等経営強化法等の改正審議において、経済産業省から都道府県に商工会の予算拡充を指示すべきと発言している[27]。
- 2024年の第214回国会の内閣総理大臣所信演説に対する代表質問において、同年に発生した能登半島地震、奥能登豪雨災害への財政支援を要望している[28]。
- 参議院議員に初当選した2013年から2024年12月までの間の議員立法提出数は0本である[29]。

## 人物
- 趣味は音楽鑑賞[30]。
- 議員になる前はギャンブル（パチンコ、麻雀）を好んでいた。また、1日2箱のたばこを吸うヘビースモーカーでもあった。喫煙歴やパチンコを始めた年齢についてはそれぞれ「何年吸っていたかいうとちょっとまずいので」「そこはコメントを差し控えたいと思います」と回答している[31]。
- 座右の銘は「自立と自律」[30]。好きな言葉は「自修自得」[32]。
- 夢という言葉が好きで「夢を醸す」と書いて「夢醸」というブランドを立ち上げた[33]。
- 「仕事が趣味」と語り、プライベートな時間は食事と体幹トレーニングに充てるのみであるだという[34]。

## 全国商工政治連盟との関係
商工会の政治組織である全国商工政治連盟の組織内候補として参議院議員に当選している。商工会法では政治的中立が求められており、また、商工会・各都道府県商工会連合会・全国商工会連合会の人件費等の運営費の多くは、国・自治体からの補助金で賄われていることから、全国商工政治連盟の活動は国会でも問題視されており、政府側も商工会が政治団体の運営に組織として関与することは問題であると認識を示している。全国商工政治連盟から組織内候補に政治献金がされており、宮本も参議院石川県選挙区に立候補した2022年に全国商工政治連盟から900万円の献金を受けている。また、全国商工政治連盟は、各地の商工会に高額の書籍を購入させることで献金原資を作り出していることが明らかとなっている。
このような中において、宮本は商工会と全国商工政治連盟の活動を一体のものと捉え、自らは商工会組織の国会担当であると明言し、上述の政策と主張に記載のとおり、商工会の予算拡充に動いている。
2019年9月、第４次安倍第２次改造内閣にて、商工会の監督省庁である経済産業省の大臣政務官に着任。同年11月に開催された商工会全国大会には経済産業大臣政務官として出席、「例年は、全国商工会連合会の顧問として主催者側に座って」いたという感想をブログに残しており、同日に同会場で開催された全国商工政治連盟会長会議に出席したことも明らかにしている。

## 不祥事

### 政治資金パーティー収入の裏金問題
2023年12月1日、朝日新聞が取り上げた、自民党5派閥が開いた政治資金パーティーをめぐる問題での、宮本周司の動き。
2024年1月25日、財政金融委員長の辞任届を尾辻秀久参議院議長に提出し許可された。
同年2月1日、自由民主党石川県参議院選挙区第三支部の政治収支資金報告書を訂正し、派閥からの収入を追加で計上。この際、令和4年10月24日に開催した個人の政治資金パーティー（宮本しゅうじ君を囲む会）からの収入を360万円から176万円と併せて訂正しており、政治資金団体全体の収入増加を抑える帳尻合わせをしたのではないかとも指摘されている。
同年2月13日、自民党が公表したアンケート結果により、直近5年間の不記載額は1482万円であり、安倍派参院議員の中で山谷えり子（2403万円）、橋本聖子（2057万円）、世耕弘成（1542万円）に次いで不記載額が多いことが明らかとなった。
同年4月4日、自民党党紀委員会が開催され、6カ月の党の役職停止処分が下された。自民党本部ウェブサイトから確認できる処分時点の党役職は、雇用問題調査会副会長、金融調査会副幹事長、中小企業・小規模事業者政策調査会事務局長代理、離島・半島振興特別委員会事務局次長、沖縄振興調査会事務局次長、日本Well-being計画推進特命委員会幹事。
同日、会長を務める自民党石川県連では役員会が開催され、会長交代について検討を開始することになったが、県連所属国会議員5人のうち宮本周司氏の1482万円を筆頭に4人で裏金が発覚しており、「いっそ県議から会長を選んでは」との声も出ている。
同年4月6日、自民党本部の処分後、はじめてブログを更新したが、その内容は経済産業省の補助金の紹介だった。2023年の裏金問題発生以降、同問題に対する説明は、参議院財政金融委員長の辞任経緯も含め全くされていない。
同年5月17日、参議院政治倫理審査会から出席を求められたが、これを拒否した。
同年6月24日、政治資金規正法違反容疑での告発状が東京地検に提出された。
同年12月26日、東京地検特捜部は宮本を起訴猶予処分とした。
2025年2月7日、宮本を起訴猶予処分としたことを不服とする申し立てが東京検察審査会に行われた。申し立てをした上脇博之は、起訴猶予とは、罪を犯したことが証拠上明らかなのに検察があえて起訴しないことを意味し、本人が裏金の処理をしたことが捜査上明らかになっているとしている。
同年2月19日、参議院政治倫理審査会に弁明のため出席し、2014年からの9年間で2146万円の裏金を作り出していたことを明らかにした。また、政治資金パーティのノルマ超過分を政治資金収支報告書に記載しない形でキックバックをする清和政策研究会の手口を参議院議員初当選（2013年）の翌年時点で把握していたこと、それを把握していながらもノルマ以上の政治資金パーティ券の販売を繰り返していたこと、キックバックされた裏金は議員会館事務所の机の引き出しに現金でしまっていたことも明らかとなり、この他、裏金問題の発覚以降、自民党からの調査指示はあったのかという山下芳生（日本共産党）の質問に対し、党からの正式なルートでの指示はなかったと説明し、また、政治資金収支報告書を訂正する中で、令和4年の個人の政治資金パーティーの出席者数を180名から88名とし収入額も減少させた点に関する森本真治（立憲民主党）の質問に対し、元々は清和政策研究会からのキックバックを溶け込ませていたものを分離したものと釈明、政治資金収支報告書に記載できない裏金を個人の政治資金パーティ収入と偽装したのは問題ではないかという舟山康江（国民民主党）の質問に対しては、あくまでも支出科目の訂正であると抗弁し、清和政策研究会からのキックバックは政治資金収支報告書に記載できないと知りながらも、ノルマ以上のパーティ券販売を繰り返した点に関する柳ヶ瀬裕文（日本維新の会）の質問に対し、何の問題意識も持たずに引き出しの中に現金を入れ続けたと自身の認識を説明した。 
同日、宮本はブログを更新し、2023年12月の裏金問題発覚以降、初めて自身の裏金問題について説明した。そこでは、政治倫理審査会の出席は50音順で実施されており、自身が「み」から始まる名前のため、出席・弁明が遅れたと記載している。なお、宮本が当初は政治倫理審査会の公開を拒んでいたこと、 「み」より後の「も」「や」である森まさこ、山谷えり子は、最初から公開での審議を受け入れていたため、宮本より早く政治倫理審査会に出席し弁明していたことについての説明はブログではされていない。
同年3月12日、還流資金を党に引き渡す手続きを行った。宮本によると、能登半島地震や奥能登豪雨の義援金として寄付したかったが、選挙区内での寄付は禁じられており、昨年から森山幹事長に相談していた。社会の課題解決に役立てる専用口座を党本部に開設してもらい、12日に宮本氏の党支部から全額を同口座に移したという。宮本氏は「政治資金の健全運用と透明化に努め、規律ある制度改革に取り組む」と話した。

### 商工会の補助金不正受給に対する介入
経済産業大臣政務官着任時に、全国商工会連合会が事務局をつとめる小規模事業者持続化補助金で鹿児島県商工会連合会の不正受給が発覚した際、不正受給の調査を実施していた経済産業省に対し、鹿児島県商工会連合会の組織的問題にしないようにと圧力をかけたと赤旗日曜版で報じられている。
鹿児島県商工会連合会の補助金不正受給に関し、経済産業省の当初の処分案は「補助金交付停止」だったが、2021年6月に経済産業省は補助金の不正受給に関して処分基準を改正し、鹿児島県商工会連合会に対する処分は「補助金交付停止」よりも軽い「厳重注意」で処分を終わらせた。
鹿児島県商工会連合会は、経済産業省から厳重注意が行われた2021年6月25日から間を置かずに経済産業省の別の補助金を受給しており、政治的な配慮があったのではないかと衆議院予算委員会でも議論となった。

### 補助金受給企業からの政治献金
経済産業省からサプライチェーン対策補助金の交付を受けた歯愛メディカルから政治献金を受けているが、一部の政治献金は同補助金の受給から1年以内のものであり、政治資金規正法に違反する疑いがあるとされている。また、同社が補助金に応募していた時期に宮本は経済産業大臣政務官であったことから補助金受給決定に当たって働きかけをした疑いがあるともされている（この場合、政治資金規正法だけではなく、補助金適正化法やあっせん利得処罰法の問題も生じる。）。

## 所属団体・議員連盟
- 自民党たばこ議員連盟[60][61]
- 自由民主党石川県参議院選挙区第三支部 支部長[6]
- 清和政策研究会[6][62]
- 小規模企業を支援する参議院の会 事務局長[6]
- 電気工事議員連盟 事務局長[6]
- 國酒を愛する議員の会 事務局次長[6]
- 税理士制度改革推進議員連盟[6]
- 街の酒屋さんを守る国会議員の会[6]
- 電力安定供給推進議員連盟[6]
- 地域包括ケアシステム･介護推進議員連盟[6]
- ふるさと納税制度の拡充を目指す議員の会[6]
- 観光産業振興議員連盟[6]
- 賃貸住宅対策議員連盟[6]
- 建築設計議員連盟[6]
- ＬＰＧ対策議員連盟[6]
- 米消費拡大・純米酒推進議員連盟[6]
- 小規模企業税制確立議員連盟[6]
- コンピュータ会計推進議員連盟[6]
- 自動車議員連盟[6]
- 証券市場育成等議員連盟[6]
- 国公立大学振興議員連盟[6]
- 全日本不動産政策推進議員連盟[6]

## 選挙歴
| 当落 | 選挙                     | 執行日         | 年齢 | 選挙区       | 政党       | 得票数     | 得票率 | 定数 | 得票順位 /候補者数 | 政党内比例順位 /政党当選者数 |
| ---- | ------------------------ | -------------- | ---- | ------------ | ---------- | ---------- | ------ | ---- | ------------------ | ---------------------------- |
| 当   | 第23回参議院議員通常選挙 | 2013年07月21日 | 42   | 参議院比例区 | 自由民主党 | 17万8480票 | ーー   | 48   | /                  | 13/18                        |
| 当   | 第25回参議院議員通常選挙 | 2019年07月21日 | 48   | 参議院比例区 | 自由民主党 | 20万2122票 | ーー   | 50   | /                  | 11/19                        |
| 当   | 第25回参議院議員補欠選挙 | 2022年4月24日  | 51   | 石川県選挙区 | 自由民主党 | 18万9503票 | 68.41% | 1    | 1/4                | /                            |
| 当   | 第27回参議院議員通常選挙 | 2025年07月20日 | 54   | 石川県選挙区 | 自由民主党 | 20万9586票 | 40.33% | 1    | 1/5                | /                            |